# مايك دوهرتي
مايك دوهرتي (بالإنجليزية: Mike Doherty)‏ هو لاعب كرة قدم بريطاني، ولد في 8 مارس 1961 في ليفربول في المملكة المتحدة. لعب مع ماكليسفيلد تاون ونادي ألترينتشام ونادي رانكورن هالتون ونادي ريدنغ ونادي فارنبوروه وويكمب وندررز ونادي ويموث ويوفل تاون.